# Лидия Върбанова
Лидия Милкова Върбанова е българска баскетболистка, родена на 26 декември 1970 във Варна. Една от най-добрите българския баскетболистки.

## Кариера
В забележителната си кариера Върбанова има 7 шампионски титли – с „Кремиковци“ под ръководството на Цвятко Барчовски през 1989 г., две в САЩ с университетския „Бойзи Стейт“ от щата Айдахо (б.а. за който отбелязва 1834 точки и овладява 770 борби в колежанската лига отвъд океана от 1990 до 1994 г.), две с израелския „Рамат Ашарон“ и две в Република Македония с „Кимико Струга“, които допълва с две купи на страната през 2005 и 2013 г. Стига до бронз в Гърция с „Паниониос“. Играе и за унгарските „Волан“ и „Будапеща“ в периода 2008 – 2009 г. В южната ни съседка защитава още цветовете на „Глифада“ и „Калитея“ от 2010 до 2013 г. След това играе два сезона в „Хасково“.

## Успехи
Кремиковци:
- Шампион (1): 1989

 България:
- Бронзов медал на Европейското първенство във Варна (1): 1989

 България:
- Бронзов медал на Игри на добра воля в Сиатъл, САЩ (1): 1990

 България:
- Европейско първенство: 1993 – 6 място

 Бойзи Стейт (1834 точки и 770 борби).
- Шампион (2):

 Рамат Ашарон
- Шампион (2):

 Паниониос.
- Бронзов медал (1):

 Кимико Струга
- Купа на Македония (2): 2005 и 2013

 Хасково:
- Купа на България (1): 2015